# Liège-Bastogne-Liège 2023
Cet article concerne l'édition masculine de Liège-Bastogne-Liège. Pour la course féminine, voir Liège-Bastogne-Liège féminin 2023.
Le Liège-Bastogne-Liège 2023 est la 109e édition de cette course cycliste masculine sur route. 
Il a lieu le 23 avril 2023 dans les provinces de Liège et de Luxembourg, en Belgique, et fait partie du calendrier UCI World Tour 2023 en catégorie 1.UWT. Il est remporté par le Belge Remco Evenepoel de l'équipe Soudal Quick-Step qui réalise un doublé.

## Présentation
La course est organisée par le RC Pesant Club Liégeois et la société Amaury Sport Organisation. La course a une longueur de 258,5 kilomètres. Depuis 2019, l'arrivée de la course est revenue dans le centre de Liège et est jugée depuis 2020 sur le quai des Ardennes, en face du Pont de Belle-Île.

### Parcours
Par rapport à l'édition de 2022, le parcours est quelque peu modifié : dans le final, après la côte de la Redoute, les coureurs descendent directement à droite vers Playe et Hotchamps puis montent la côte non répertoriée de Cornemont avant de traverser Louveigné, de grimper la côte des Forges, qui avait été supprimée en 2022, pour réintégrer le parcours des années précédentes à partir du carrefour de Dolembreux. 
| Num | Nom                                 | km    | Longueur (m) | Pente moyenne | km de l'arrivée |
| --- | ----------------------------------- | ----- | ------------ | ------------- | --------------- |
| 1   | Côte de la Roche-en-Ardenne         | 69,7  | 2 900        | 5,6 %         | 188,8           |
| 2   | Côte de Saint-Roch                  | 123,5 | 1 000        | 11,2 %        | 135             |
| 3   | Côte de Mont-le-Soie                | 164,8 | 4 000        | 6,1 %         | 94,7            |
| 4   | Côte de Wanne                       | 173,5 | 2 800        | 7,4 %         | 85              |
| 5   | Côte de Stockeu (Stèle Eddy Merckx) | 180   | 1 000        | 12,5 %        | 78,5            |
| 6   | Côte de la Haute-Levée              | 184,2 | 3 600        | 5,6 %         | 74,3            |
| 7   | Col du Rosier                       | 198,5 | 4 400        | 5,9 %         | 60              |
| 8   | Côte de Desnié                      | 211,8 | 1 600        | 8,1 %         | 46,7            |
| 9   | Côte de La Redoute                  | 224,5 | 2 000        | 8,9 %         | 34              |
| 10  | Côte des Forges (Stèle Stan Ockers) | 235,2 | 1 300        | 7,8 %         | 23,3            |
| 11  | Côte de la Roche aux faucons        | 245,2 | 1 300        | 11 %          | 13,3            |

### Équipes
Vingt-cinq équipes participent à cette course : les dix-huit WorldTeams et sept ProTeams.
| WorldTeams (18)- AG2R Citroën Team - Alpecin-Deceuninck - Astana Qazaqstan Team - Bahrain Victorious - Bora-Hansgrohe - Cofidis - EF Education-EasyPost - Groupama-FDJ - Ineos Grenadiers - Intermarché-Circus-Wanty - Jumbo-Visma - Movistar Team - Soudal Quick-Step - Arkéa-Samsic - Team DSM - Team Jayco AlUla - Trek-Segafredo - UAE Team Emirates ProTeams (7)- Bingoal WB - Equipo Kern Pharma - Israel-Premier Tech - Lotto Dstny - Team Flanders-Baloise - TotalEnergies - Uno-X Pro Cycling Team |
| |

### Favoris
Le numéro 1 mondial à l'UCI Tadej Pogačar (UAE Emirates) et le champion du monde Remco Evenepoel (Soudal quick-Step) sont les deux grands favoris de la Doyenne 2023. Il s'agit de la première confrontation de l'année entre le Slovène et le Belge, vainqueur à Liège en 2022. Alors que Pogačar a dominé le début de saison en remportant, entre autres, le Tour des Flandres puis les deux premières classiques ardennaises la semaine précédente, Evenepoel n'a participé à aucune compétition depuis le 26 mars au Tour de Catalogne et rentre d'un stage en altitude à Ténérife. 
Les autres favoris ou outsiders sont Tom Pidcock (Ineos Grenadiers), Aleksandr Vlasov (Bora Hansgrohe), Mikel Landa et Matej Mohorič (Bahrain Victorious), Michael Woods (Israel Premier Tech), Enric Mas (Movistar), Giulio Ciccone (Trek Segafredo), Romain Bardet (DSM), Alexey Lutsenko (Astana), Warren Barguil (Arkéa Samsic), Andreas Kron (Lotto Dstny), Quinten Hermans (Alpecin Deceuninck) et Ben Healy (EF Education).

## Déroulement de la course
Constituée par la réunion de quelques groupes à l'attaque, l'échappée matinale compte finalement onze coureurs : Jason Osborne (Alpecin-Deceuninck), Mathis Le Berre (Arkea-Samsic), Lars van den Berg (Groupama-FDJ), Paul Ourselin (TotalEnergies), Georg Zimmermann (Intermarché-Circus-Wanty), Fredrik Dversnes (Uno-X), Simone Velasco (Astana), Johan Meens (Bingoal WB), Alexandre Balmer (Jayco AlUla), Ruben Apers (Team Flanders-Baloise) et Héctor Carretero (Kern Pharma). Les fuyards comptent jusqu'à 4 min 45 s. d'avance sur le peloton à 210 km de l'arrivée. À 173 km de l'arrivée, une chute met fin au duel annoncé des favoris Evenepoel et Pogačar. En effet, Tadej Pogačar se retrouve au sol et doit abandonner une vingtaine de kilomètres plus loin. Les examens médicaux révéleront une fracture au poignet. Au sommet de la Côte de Mont-le-Soie (95 km de l'arrivée), les échappés ne sont plus que huit, Balmer, Carretero et Apers ayant été décramponnés, et ne comptent plus qu'un avantage inférieur à deux minutes. 
Dans la côte de Wanne (85 km de l'arrivée), alors que le groupe de tête est réduit à six unités en perdant Dversnes et Meens, Jan Tratnik (Jumbo Visma) sort du peloton, suivi dans un premier temps par Valentin Madouas (Groupama-FDJ) et Magnus Sheffield (Ineos Grenadiers). Dans la côte de Stockeu, Tratnik se retrouve seul en contre-attaque derrière les cinq hommes de tête (qui ont perdu Le Berre). À 65 km du terme, Tratnik rejoint la tête de course qui est donc composée de six coureurs : Osborne, van den Berg, Ourselin, Zimmerman, Velasco et Tratnik, avec un avantage d'une minute sur le peloton. Dans le col du Rosier (sommet à 60 km du terme), Tratnik et Velasco lâchent leurs compagnons d'échappée alors que le peloton pointe toujours à une minute. Dans la côte de Desnié, Bauke Mollema (Trek Segafredo) place une accélération à l'avant du peloton, suivi par Pavel Sivakov (Ineos Grenadiers) mais le duo est repris par Ilan Van Wilder qui ramène son leader Evenepoel et ce qu'il reste du peloton. À une quarantaine de kilomètres de l'arrivée, la pluie commence à tomber.
Dans l'ascension de la côte de la Redoute, Tratnik et Velasco sont repris par un peloton très étiré et emmené par Ilan Van Wilder qui monte sur un tempo élevé. Un peu avant le sommet (34 km de l'arrivée), comme l'année précédente, Remco Evenepoel (Soudal Quick-Step) accélère et prend quelques mètres d'avance. Seul, Tom Pidcock parvient à revenir dans la descente suivante sur le champion du monde. Mais, dans la côte non répertoriée de Cornemont, à 30 km de Liège, Evenepoel lâche Pidcock au train et s'isole en tête. Il augmente son avance à une minute dans la côte des Forges où Pidcock est repris par les équipiers de Trek-Segafredo Giulio Ciccone et Mattias Skjelmose puis par Ben Healy (EF Education). Derrière le Belge, un groupe de chasse de deux douzaines de coureurs s'est ensuite reconstitué au pied de la côte de la Roche-aux Faucons. Evenepoel augmente encore son avance et compte 1 min 30 s. au sommet de la dernière bosse menant à Boncelles sur un duo sorti du peloton composé de Ben Healy (EF Education) et de Santiago Buitrago bientôt rejoint par Tom Pidcock. Remco Evenepoel file vers Liège pour remporter une seconde victoire consécutive sur la Doyenne. Tom Pidcock règle le sprint pour la deuxième place à un peu plus d'une minute du vainqueur.

## Classements

### Classements de la course
| \| Classement général \| Classement général \| Classement général \| Classement général \| Classement général \| \| Coureur \| Coureur \| Pays \| Équipe \| Temps \| \| ------------------ \| ---------------------- \| ------------------ \| ------------------------ \| ------------------ \| \| 1er \| Remco Evenepoel \| Belgique \| Soudal Quick-Step \| 6 h 15 min 49 s \| \| 2e \| Tom Pidcock \| Royaume-Uni \| Ineos Grenadiers \| + 1 min 06 s \| \| 3e \| Santiago Buitrago \| Colombie \| Bahrain Victorious \| + 1 min 06 s \| \| 4e \| Ben Healy \| Irlande \| EF Education-EasyPost \| + 1 min 08 s \| \| 5e \| Valentin Madouas \| France \| Groupama-FDJ \| + 1 min 24 s \| \| 6e \| Guillaume Martin \| France \| Cofidis \| + 1 min 25 s \| \| 7e \| Tiesj Benoot \| Belgique \| Jumbo-Visma \| + 1 min 37 s \| \| 8e \| Patrick Konrad \| Autriche \| Bora-Hansgrohe \| + 1 min 48 s \| \| 9e \| Mattias Skjelmose \| Danemark \| Trek-Segafredo \| + 1 min 48 s \| \| 10e \| Marc Hirschi \| Suisse \| UAE Team Emirates \| + 1 min 48 s \| \| 11e \| Maxim Van Gils \| Belgique \| Lotto Dstny \| + 1 min 48 s \| \| 12e \| Michael Woods \| Canada \| Israel-Premier Tech \| + 1 min 48 s \| \| 13e \| Giulio Ciccone \| Italie \| Trek-Segafredo \| + 1 min 48 s \| \| 14e \| Pavel Sivakov \| France \| Ineos Grenadiers \| + 1 min 48 s \| \| 15e \| Romain Bardet \| France \| Team DSM \| + 1 min 48 s \| \| 16e \| Ion Izagirre \| Espagne \| Cofidis \| + 1 min 48 s \| \| 17e \| Laurens De Plus \| Belgique \| Ineos Grenadiers \| + 2 min 02 s \| \| 18e \| Aurélien Paret-Peintre \| France \| AG2R Citroën Team \| + 2 min 02 s \| \| 19e \| Simone Velasco \| Italie \| Astana Qazaqstan Team \| + 2 min 13 s \| \| 20e \| Lorenzo Rota \| Italie \| Intermarché-Circus-Wanty \| + 2 min 13 s \| |                        |             |                          |                 |
| |                        |             |                          |                 |
| Source : ProCyclingStats |                        |             |                          |                 |
| Classement général |                        |             |                          |                 |
| Coureur | Coureur                | Pays        | Équipe                   | Temps           |
| 1er | Remco Evenepoel        | Belgique    | Soudal Quick-Step        | 6 h 15 min 49 s |
| 2e | Tom Pidcock            | Royaume-Uni | Ineos Grenadiers         | + 1 min 06 s    |
| 3e | Santiago Buitrago      | Colombie    | Bahrain Victorious       | + 1 min 06 s    |
| 4e | Ben Healy              | Irlande     | EF Education-EasyPost    | + 1 min 08 s    |
| 5e | Valentin Madouas       | France      | Groupama-FDJ             | + 1 min 24 s    |
| 6e | Guillaume Martin       | France      | Cofidis                  | + 1 min 25 s    |
| 7e | Tiesj Benoot           | Belgique    | Jumbo-Visma              | + 1 min 37 s    |
| 8e | Patrick Konrad         | Autriche    | Bora-Hansgrohe           | + 1 min 48 s    |
| 9e | Mattias Skjelmose      | Danemark    | Trek-Segafredo           | + 1 min 48 s    |
| 10e | Marc Hirschi           | Suisse      | UAE Team Emirates        | + 1 min 48 s    |
| 11e | Maxim Van Gils         | Belgique    | Lotto Dstny              | + 1 min 48 s    |
| 12e | Michael Woods          | Canada      | Israel-Premier Tech      | + 1 min 48 s    |
| 13e | Giulio Ciccone         | Italie      | Trek-Segafredo           | + 1 min 48 s    |
| 14e | Pavel Sivakov          | France      | Ineos Grenadiers         | + 1 min 48 s    |
| 15e | Romain Bardet          | France      | Team DSM                 | + 1 min 48 s    |
| 16e | Ion Izagirre           | Espagne     | Cofidis                  | + 1 min 48 s    |
| 17e | Laurens De Plus        | Belgique    | Ineos Grenadiers         | + 2 min 02 s    |
| 18e | Aurélien Paret-Peintre | France      | AG2R Citroën Team        | + 2 min 02 s    |
| 19e | Simone Velasco         | Italie      | Astana Qazaqstan Team    | + 2 min 13 s    |
| 20e | Lorenzo Rota           | Italie      | Intermarché-Circus-Wanty | + 2 min 13 s    |

### Classements UCI
La course attribue des points au Classement mondial UCI 2023 selon le barème suivant :
| Position           | 1er | 2e  | 3e  | 4e  | 5e  | 6e  | 7e  | 8e  | 9e  | 10e | 11e | 12e | 13e | 14e | 15e | 16e à 20e | 21e à 30e | 31e à 50e | 51e à 55e | 56e à 60e |
| Classement général | 500 | 400 | 325 | 275 | 225 | 175 | 150 | 125 | 100 | 85  | 70  | 60  | 50  | 40  | 35  | 30        | 20        | 10        | 5         | 3         |

## Liste des participants
| Légende | Légende                                                                    | Légende | Légende                                                    |
| ------- | -------------------------------------------------------------------------- | ------- | ---------------------------------------------------------- |
| Num     | Dossard de départ porté par le coureur sur ce Liège-Bastogne-Liège         | Pos     | Position à l'arrivée de la course                          |
|         | Indique un maillot de champion national ou mondial, suivi de sa spécialité | NP      | Indique un coureur qui n'a pas pris le départ de la course |
| AB      | Indique un coureur qui n'a pas terminé la course                           | HD      | Indique un coureur qui a terminé la course hors des délais |

| Soudal Quick-Step SOQ | Soudal Quick-Step SOQ         | Soudal Quick-Step SOQ |
| --------------------- | ----------------------------- | --------------------- |
| Num                   | Coureur                       | Pos                   |
| 1                     | Remco Evenepoel (BEL) (route) | 1er                   |
| 2                     | Julian Alaphilippe (FRA)      | 86e                   |
| 3                     | Andrea Bagioli (ITA)          | AB                    |
| 4                     | Mauro Schmid (SUI)            | AB                    |
| 5                     | Pieter Serry (BEL)            | 85e                   |
| 6                     | Ilan Van Wilder (BEL)         | 22e                   |
| 7                     | Louis Vervaeke (BEL)          | 52e                   |

| Alpecin-Deceuninck ADC | Alpecin-Deceuninck ADC      | Alpecin-Deceuninck ADC |
| ---------------------- | --------------------------- | ---------------------- |
| Num                    | Coureur                     | Pos                    |
| 11                     | Quinten Hermans (BEL)       | 48e                    |
| 12                     | Tobias Bayer (AUT)          | 89e                    |
| 13                     | Michael Gogl (AUT)          | AB                     |
| 14                     | Søren Kragh Andersen (DEN)  | AB                     |
| 15                     | Jason Osborne (GER)         | 61e                    |
| 16                     | Robert Stannard (AUS)       | AB                     |
| 17                     | Fabio Van den Bossche (BEL) | 88e                    |

| Jumbo-Visma TJV | Jumbo-Visma TJV             | Jumbo-Visma TJV |
| --------------- | --------------------------- | --------------- |
| Num             | Coureur                     | Pos             |
| 21              | Tiesj Benoot (BEL)          | 7e              |
| 22              | Michel Hessmann (GER)       | 41e             |
| 23              | Gijs Leemreize (NED)        | 93e             |
| 24              | Sam Oomen (NED)             | NP              |
| 25              | Jan Tratnik (SLO)           | 25e             |
| 26              | Attila Valter (HUN) (route) | 26e             |
| 27              | Tosh Van der Sande (BEL)    | NP              |

| Ineos Grenadiers IGD | Ineos Grenadiers IGD     | Ineos Grenadiers IGD |
| -------------------- | ------------------------ | -------------------- |
| Num                  | Coureur                  | Pos                  |
| 31                   | Tom Pidcock (GBR)        | 2e                   |
| 32                   | Laurens De Plus (BEL)    | 17e                  |
| 33                   | Omar Fraile (ESP)        | 44e                  |
| 34                   | Michał Kwiatkowski (POL) | AB                   |
| 35                   | Magnus Sheffield (USA)   | 38e                  |
| 36                   | Pavel Sivakov (FRA)      | 14e                  |
| 37                   | Connor Swift (GBR)       | 107e                 |

| Lotto Dstny LTD | Lotto Dstny LTD          | Lotto Dstny LTD |
| --------------- | ------------------------ | --------------- |
| Num             | Coureur                  | Pos             |
| 41              | Maxim Van Gils (BEL)     | 11e             |
| 42              | Andreas Kron (DEN)       | AB              |
| 43              | Arjen Livyns (BEL)       | AB              |
| 44              | Sylvain Moniquet (BEL)   | 37e             |
| 45              | Mathijs Paasschens (NED) | 68e             |
| 46              | Liam Slock (BEL)         | AB              |
| 47              | Harry Sweeny (AUS)       | 63e             |

| Bora-Hansgrohe BOH | Bora-Hansgrohe BOH     | Bora-Hansgrohe BOH |
| ------------------ | ---------------------- | ------------------ |
| Num                | Coureur                | Pos                |
| 51                 | Aleksandr Vlasov       | 46e                |
| 52                 | Giovanni Aleotti (ITA) | 58e                |
| 53                 | Patrick Gamper (AUT)   | AB                 |
| 54                 | Sergio Higuita (COL)   | AB                 |
| 55                 | Jai Hindley (AUS)      | 83e                |
| 56                 | Patrick Konrad (AUT)   | 8e                 |
| 57                 | Ide Schelling (NED)    | AB                 |

| Bahrain Victorious TBV | Bahrain Victorious TBV        | Bahrain Victorious TBV |
| ---------------------- | ----------------------------- | ---------------------- |
| Num                    | Coureur                       | Pos                    |
| 61                     | Mikel Landa (ESP)             | AB                     |
| 62                     | Yukiya Arashiro (JPN) (route) | AB                     |
| 63                     | Pello Bilbao (ESP)            | 43e                    |
| 64                     | Santiago Buitrago (COL)       | 3e                     |
| 65                     | Fran Miholjević (CRO)         | AB                     |
| 66                     | Matej Mohorič (SLO)           | 40e                    |
| 67                     | Wout Poels (NED)              | 42e                    |

| Movistar Team MOV | Movistar Team MOV        | Movistar Team MOV |
| ----------------- | ------------------------ | ----------------- |
| Num               | Coureur                  | Pos               |
| 71                | Enric Mas (ESP)          | AB                |
| 72                | Ruben Guerreiro (POR)    | 23e               |
| 73                | Alex Aranburu (ESP)      | 71e               |
| 74                | Jorge Arcas (ESP)        | 106e              |
| 75                | Gorka Izagirre (ESP)     | 70e               |
| 76                | José Joaquín Rojas (ESP) | AB                |
| 77                | Gonzalo Serrano (ESP)    | 72e               |

| EF Education-EasyPost EFE | EF Education-EasyPost EFE    | EF Education-EasyPost EFE |
| ------------------------- | ---------------------------- | ------------------------- |
| Num                       | Coureur                      | Pos                       |
| 81                        | Ben Healy (IRL)              | 4e                        |
| 82                        | Andrey Amador (CRC)          | 98e                       |
| 83                        | Jonathan Caicedo (ECU)       | 82e                       |
| 84                        | Esteban Chaves (COL) (route) | 45e                       |
| 85                        | Mikkel Honoré (DEN)          | AB                        |
| 86                        | Andrea Piccolo (ITA)         | AB                        |
| 87                        | Neilson Powless (USA)        | 65e                       |

| UAE Team Emirates UAD | UAE Team Emirates UAD             | UAE Team Emirates UAD |
| --------------------- | --------------------------------- | --------------------- |
| Num                   | Coureur                           | Pos                   |
| 91                    | Tadej Pogačar (SLO)               | AB                    |
| 92                    | Sjoerd Bax (NED)                  | AB                    |
| 93                    | George Bennett (NZL)              | AB                    |
| 94                    | Felix Großschartner (AUT) (route) | 84e                   |
| 95                    | Marc Hirschi (SUI)                | 10e                   |
| 96                    | Vegard Stake Laengen (NOR)        | AB                    |
| 97                    | Michael Vink (NZL)                | AB                    |

| Israel-Premier Tech IPT | Israel-Premier Tech IPT  | Israel-Premier Tech IPT |
| ----------------------- | ------------------------ | ----------------------- |
| Num                     | Coureur                  | Pos                     |
| 101                     | Michael Woods (CAN)      | 12e                     |
| 102                     | Guillaume Boivin (CAN)   | AB                      |
| 103                     | Simon Clarke (AUS)       | 35e                     |
| 104                     | Daryl Impey (RSA)        | AB                      |
| 105                     | Krists Neilands (LAT)    | AB                      |
| 106                     | Mads Würtz Schmidt (DEN) | 59e                     |
| 107                     | Nick Schultz (AUS)       | 36e                     |

| Arkéa-Samsic ARK | Arkéa-Samsic ARK        | Arkéa-Samsic ARK |
| ---------------- | ----------------------- | ---------------- |
| Num              | Coureur                 | Pos              |
| 111              | Warren Barguil (FRA)    | AB               |
| 112              | Louis Barré (FRA)       | AB               |
| 113              | Anthony Delaplace (FRA) | 75e              |
| 114              | Simon Guglielmi (FRA)   | 74e              |
| 115              | Mathis Le Berre (FRA)   | 96e              |
| 116              | Łukasz Owsian (POL)     | AB               |
| 117              | Andrii Ponomar (UKR)    | AB               |

| Groupama-FDJ GFC | Groupama-FDJ GFC         | Groupama-FDJ GFC |
| ---------------- | ------------------------ | ---------------- |
| Num              | Coureur                  | Pos              |
| 121              | David Gaudu (FRA)        | AB               |
| 122              | Kevin Geniets (LUX)      | 53e              |
| 123              | Matthieu Ladagnous (FRA) | AB               |
| 124              | Valentin Madouas (FRA)   | 5e               |
| 125              | Rudy Molard (FRA)        | 33e              |
| 126              | Quentin Pacher (FRA)     | 55e              |
| 127              | Lars van den Berg (NED)  | 60e              |

| TotalEnergies TEN | TotalEnergies TEN        | TotalEnergies TEN |
| ----------------- | ------------------------ | ----------------- |
| Num               | Coureur                  | Pos               |
| 131               | Steff Cras (BEL)         | 30e               |
| 132               | Mathieu Burgaudeau (FRA) | 62e               |
| 133               | Valentin Ferron (FRA)    | 69e               |
| 134               | Fabien Grellier (FRA)    | AB                |
| 135               | Alan Jousseaume (FRA)    | 77e               |
| 136               | Paul Ourselin (FRA)      | 51e               |
| 137               | Mattéo Vercher (FRA)     | AB                |

| AG2R Citroën Team ACT | AG2R Citroën Team ACT        | AG2R Citroën Team ACT |
| --------------------- | ---------------------------- | --------------------- |
| Num                   | Coureur                      | Pos                   |
| 141                   | Benoît Cosnefroy (FRA)       | 54e                   |
| 142                   | Alex Baudin (FRA)            | 109e                  |
| 143                   | Clément Berthet (FRA)        | 57e                   |
| 144                   | Mikaël Cherel (FRA)          | 81e                   |
| 145                   | Ben O'Connor (AUS)           | 50e                   |
| 146                   | Aurélien Paret-Peintre (FRA) | 18e                   |
| 147                   | Lawrence Warbasse (USA)      | 80e                   |

| Team DSM DSM | Team DSM DSM          | Team DSM DSM |
| ------------ | --------------------- | ------------ |
| Num          | Coureur               | Pos          |
| 151          | Romain Bardet (FRA)   | 15e          |
| 152          | Romain Combaud (FRA)  | AB           |
| 153          | Matthew Dinham (AUS)  | 76e          |
| 154          | Sean Flynn (GBR)      | AB           |
| 155          | Leon Heinschke (GER)  | AB           |
| 156          | Martijn Tusveld (NED) | AB           |
| 157          | Kevin Vermaerke (USA) | 92e          |

| Intermarché-Circus-Wanty ICW | Intermarché-Circus-Wanty ICW | Intermarché-Circus-Wanty ICW |
| ---------------------------- | ---------------------------- | ---------------------------- |
| Num                          | Coureur                      | Pos                          |
| 161                          | Lorenzo Rota (ITA)           | 20e                          |
| 162                          | Lilian Calmejane (FRA)       | 100e                         |
| 163                          | Rui Costa (POR)              | 31e                          |
| 164                          | Kobe Goossens (BEL)          | 27e                          |
| 165                          | Tom Paquot (BEL)             | AB                           |
| 166                          | Dion Smith (NZL)             | 47e                          |
| 167                          | Georg Zimmermann (GER)       | 56e                          |

| Cofidis COF | Cofidis COF            | Cofidis COF |
| ----------- | ---------------------- | ----------- |
| Num         | Coureur                | Pos         |
| 171         | Ion Izagirre (ESP)     | 16e         |
| 172         | Simon Geschke (GER)    | AB          |
| 173         | José Herrada (ESP)     | 113e        |
| 174         | Jesús Herrada (ESP)    | AB          |
| 175         | Victor Lafay (FRA)     | 32e         |
| 176         | Guillaume Martin (FRA) | 6e          |
| 177         | Anthony Perez (FRA)    | 112e        |

| Uno-X Pro Cycling Team UXT | Uno-X Pro Cycling Team UXT  | Uno-X Pro Cycling Team UXT |
| -------------------------- | --------------------------- | -------------------------- |
| Num                        | Coureur                     | Pos                        |
| 181                        | Tobias Johannessen (NOR)    | 24e                        |
| 182                        | Anthon Charmig (DEN)        | 97e                        |
| 183                        | Fredrik Dversnes (NOR)      | 64e                        |
| 184                        | Anders Johannessen (NOR)    | AB                         |
| 185                        | Jacob Hindsgaul (DEN)       | 94e                        |
| 186                        | Torstein Træen (NOR)        | AB                         |
| 187                        | Jonas Gregaard Wilsly (DEN) | 67e                        |

| Trek-Segafredo TFS | Trek-Segafredo TFS      | Trek-Segafredo TFS |
| ------------------ | ----------------------- | ------------------ |
| Num                | Coureur                 | Pos                |
| 191                | Giulio Ciccone (ITA)    | 13e                |
| 192                | Julien Bernard (FRA)    | AB                 |
| 193                | Tony Gallopin (FRA)     | 79e                |
| 194                | Mattias Skjelmose (DEN) | 9e                 |
| 195                | Juan Pedro López (ESP)  | 49e                |
| 196                | Bauke Mollema (NED)     | 29e                |
| 197                | Jacopo Mosca (ITA)      | 78e                |

| Astana Qazaqstan Team AST | Astana Qazaqstan Team AST | Astana Qazaqstan Team AST |
| ------------------------- | ------------------------- | ------------------------- |
| Num                       | Coureur                   | Pos                       |
| 201                       | Alexey Lutsenko (KAZ)     | AB                        |
| 202                       | Leonardo Basso (ITA)      | AB                        |
| 203                       | Samuele Battistella (ITA) | NP                        |
| 204                       | David de la Cruz (ESP)    | AB                        |
| 205                       | Aleksandr Riabushenko     | AB                        |
| 206                       | Christian Scaroni (ITA)   | 87e                       |
| 207                       | Simone Velasco (ITA)      | 19e                       |

| Bingoal WB BWB | Bingoal WB BWB        | Bingoal WB BWB |
| -------------- | --------------------- | -------------- |
| Num            | Coureur               | Pos            |
| 211            | Lennert Teugels (BEL) | 108e           |
| 212            | Alexis Guérin (FRA)   | 90e            |
| 213            | Johan Meens (BEL)     | 104e           |
| 214            | Julian Mertens (BEL)  | 34e            |
| 215            | Rémy Mertz (BEL)      | 91e            |
| 216            | Marco Tizza (ITA)     | 95e            |
| 217            | Luca Van Boven (BEL)  | 103e           |

| Team Jayco AlUla JAY | Team Jayco AlUla JAY       | Team Jayco AlUla JAY |
| -------------------- | -------------------------- | -------------------- |
| Num                  | Coureur                    | Pos                  |
| 221                  | Matteo Sobrero (ITA)       | 21e                  |
| 222                  | Alexandre Balmer (SUI)     | 66e                  |
| 223                  | Kevin Colleoni (ITA)       | AB                   |
| 224                  | Lawson Craddock (USA)      | 73e                  |
| 225                  | Alessandro De Marchi (ITA) | 28e                  |
| 226                  | Tsgabu Grmay (ETH)         | 105e                 |
| 227                  | Jan Maas (NED)             | AB                   |

| Team Flanders-Baloise TFB | Team Flanders-Baloise TFB | Team Flanders-Baloise TFB |
| ------------------------- | ------------------------- | ------------------------- |
| Num                       | Coureur                   | Pos                       |
| 231                       | Jenno Berckmoes (BEL)     | 102e                      |
| 232                       | Ruben Apers (BEL)         | AB                        |
| 233                       | Kamiel Bonneu (BEL)       | 111e                      |
| 234                       | Vito Braet (BEL)          | AB                        |
| 235                       | Toon Clynhens (BEL)       | AB                        |
| 236                       | Elias Maris (BEL)         | AB                        |
| 237                       | Vincent Van Hemelen (BEL) | AB                        |

| Equipo Kern Pharma EKP | Equipo Kern Pharma EKP   | Equipo Kern Pharma EKP |
| ---------------------- | ------------------------ | ---------------------- |
| Num                    | Coureur                  | Pos                    |
| 241                    | Roger Adrià (ESP)        | 39e                    |
| 242                    | Héctor Carretero (ESP)   | AB                     |
| 243                    | Francisco Galván (ESP)   | 110e                   |
| 244                    | Raúl García Pierna (ESP) | 101e                   |
| 245                    | Pau Miquel (ESP)         | 99e                    |
| 246                    | Ibon Ruiz (ESP)          | AB                     |
| 247                    | Danny van der Tuuk (NED) | AB                     |

| Soudal Quick-Step SOQ | Soudal Quick-Step SOQ         | Soudal Quick-Step SOQ |
| --------------------- | ----------------------------- | --------------------- |
| Num                   | Coureur                       | Pos                   |
| 1                     | Remco Evenepoel (BEL) (route) | 1er                   |
| 2                     | Julian Alaphilippe (FRA)      | 86e                   |
| 3                     | Andrea Bagioli (ITA)          | AB                    |
| 4                     | Mauro Schmid (SUI)            | AB                    |
| 5                     | Pieter Serry (BEL)            | 85e                   |
| 6                     | Ilan Van Wilder (BEL)         | 22e                   |
| 7                     | Louis Vervaeke (BEL)          | 52e                   |

| Alpecin-Deceuninck ADC | Alpecin-Deceuninck ADC      | Alpecin-Deceuninck ADC |
| ---------------------- | --------------------------- | ---------------------- |
| Num                    | Coureur                     | Pos                    |
| 11                     | Quinten Hermans (BEL)       | 48e                    |
| 12                     | Tobias Bayer (AUT)          | 89e                    |
| 13                     | Michael Gogl (AUT)          | AB                     |
| 14                     | Søren Kragh Andersen (DEN)  | AB                     |
| 15                     | Jason Osborne (GER)         | 61e                    |
| 16                     | Robert Stannard (AUS)       | AB                     |
| 17                     | Fabio Van den Bossche (BEL) | 88e                    |

| Jumbo-Visma TJV | Jumbo-Visma TJV             | Jumbo-Visma TJV |
| --------------- | --------------------------- | --------------- |
| Num             | Coureur                     | Pos             |
| 21              | Tiesj Benoot (BEL)          | 7e              |
| 22              | Michel Hessmann (GER)       | 41e             |
| 23              | Gijs Leemreize (NED)        | 93e             |
| 24              | Sam Oomen (NED)             | NP              |
| 25              | Jan Tratnik (SLO)           | 25e             |
| 26              | Attila Valter (HUN) (route) | 26e             |
| 27              | Tosh Van der Sande (BEL)    | NP              |

| Ineos Grenadiers IGD | Ineos Grenadiers IGD     | Ineos Grenadiers IGD |
| -------------------- | ------------------------ | -------------------- |
| Num                  | Coureur                  | Pos                  |
| 31                   | Tom Pidcock (GBR)        | 2e                   |
| 32                   | Laurens De Plus (BEL)    | 17e                  |
| 33                   | Omar Fraile (ESP)        | 44e                  |
| 34                   | Michał Kwiatkowski (POL) | AB                   |
| 35                   | Magnus Sheffield (USA)   | 38e                  |
| 36                   | Pavel Sivakov (FRA)      | 14e                  |
| 37                   | Connor Swift (GBR)       | 107e                 |

| Lotto Dstny LTD | Lotto Dstny LTD          | Lotto Dstny LTD |
| --------------- | ------------------------ | --------------- |
| Num             | Coureur                  | Pos             |
| 41              | Maxim Van Gils (BEL)     | 11e             |
| 42              | Andreas Kron (DEN)       | AB              |
| 43              | Arjen Livyns (BEL)       | AB              |
| 44              | Sylvain Moniquet (BEL)   | 37e             |
| 45              | Mathijs Paasschens (NED) | 68e             |
| 46              | Liam Slock (BEL)         | AB              |
| 47              | Harry Sweeny (AUS)       | 63e             |

| Bora-Hansgrohe BOH | Bora-Hansgrohe BOH     | Bora-Hansgrohe BOH |
| ------------------ | ---------------------- | ------------------ |
| Num                | Coureur                | Pos                |
| 51                 | Aleksandr Vlasov       | 46e                |
| 52                 | Giovanni Aleotti (ITA) | 58e                |
| 53                 | Patrick Gamper (AUT)   | AB                 |
| 54                 | Sergio Higuita (COL)   | AB                 |
| 55                 | Jai Hindley (AUS)      | 83e                |
| 56                 | Patrick Konrad (AUT)   | 8e                 |
| 57                 | Ide Schelling (NED)    | AB                 |

| Bahrain Victorious TBV | Bahrain Victorious TBV        | Bahrain Victorious TBV |
| ---------------------- | ----------------------------- | ---------------------- |
| Num                    | Coureur                       | Pos                    |
| 61                     | Mikel Landa (ESP)             | AB                     |
| 62                     | Yukiya Arashiro (JPN) (route) | AB                     |
| 63                     | Pello Bilbao (ESP)            | 43e                    |
| 64                     | Santiago Buitrago (COL)       | 3e                     |
| 65                     | Fran Miholjević (CRO)         | AB                     |
| 66                     | Matej Mohorič (SLO)           | 40e                    |
| 67                     | Wout Poels (NED)              | 42e                    |

| Movistar Team MOV | Movistar Team MOV        | Movistar Team MOV |
| ----------------- | ------------------------ | ----------------- |
| Num               | Coureur                  | Pos               |
| 71                | Enric Mas (ESP)          | AB                |
| 72                | Ruben Guerreiro (POR)    | 23e               |
| 73                | Alex Aranburu (ESP)      | 71e               |
| 74                | Jorge Arcas (ESP)        | 106e              |
| 75                | Gorka Izagirre (ESP)     | 70e               |
| 76                | José Joaquín Rojas (ESP) | AB                |
| 77                | Gonzalo Serrano (ESP)    | 72e               |

| EF Education-EasyPost EFE | EF Education-EasyPost EFE    | EF Education-EasyPost EFE |
| ------------------------- | ---------------------------- | ------------------------- |
| Num                       | Coureur                      | Pos                       |
| 81                        | Ben Healy (IRL)              | 4e                        |
| 82                        | Andrey Amador (CRC)          | 98e                       |
| 83                        | Jonathan Caicedo (ECU)       | 82e                       |
| 84                        | Esteban Chaves (COL) (route) | 45e                       |
| 85                        | Mikkel Honoré (DEN)          | AB                        |
| 86                        | Andrea Piccolo (ITA)         | AB                        |
| 87                        | Neilson Powless (USA)        | 65e                       |

| UAE Team Emirates UAD | UAE Team Emirates UAD             | UAE Team Emirates UAD |
| --------------------- | --------------------------------- | --------------------- |
| Num                   | Coureur                           | Pos                   |
| 91                    | Tadej Pogačar (SLO)               | AB                    |
| 92                    | Sjoerd Bax (NED)                  | AB                    |
| 93                    | George Bennett (NZL)              | AB                    |
| 94                    | Felix Großschartner (AUT) (route) | 84e                   |
| 95                    | Marc Hirschi (SUI)                | 10e                   |
| 96                    | Vegard Stake Laengen (NOR)        | AB                    |
| 97                    | Michael Vink (NZL)                | AB                    |

| Israel-Premier Tech IPT | Israel-Premier Tech IPT  | Israel-Premier Tech IPT |
| ----------------------- | ------------------------ | ----------------------- |
| Num                     | Coureur                  | Pos                     |
| 101                     | Michael Woods (CAN)      | 12e                     |
| 102                     | Guillaume Boivin (CAN)   | AB                      |
| 103                     | Simon Clarke (AUS)       | 35e                     |
| 104                     | Daryl Impey (RSA)        | AB                      |
| 105                     | Krists Neilands (LAT)    | AB                      |
| 106                     | Mads Würtz Schmidt (DEN) | 59e                     |
| 107                     | Nick Schultz (AUS)       | 36e                     |

| Arkéa-Samsic ARK | Arkéa-Samsic ARK        | Arkéa-Samsic ARK |
| ---------------- | ----------------------- | ---------------- |
| Num              | Coureur                 | Pos              |
| 111              | Warren Barguil (FRA)    | AB               |
| 112              | Louis Barré (FRA)       | AB               |
| 113              | Anthony Delaplace (FRA) | 75e              |
| 114              | Simon Guglielmi (FRA)   | 74e              |
| 115              | Mathis Le Berre (FRA)   | 96e              |
| 116              | Łukasz Owsian (POL)     | AB               |
| 117              | Andrii Ponomar (UKR)    | AB               |

| Groupama-FDJ GFC | Groupama-FDJ GFC         | Groupama-FDJ GFC |
| ---------------- | ------------------------ | ---------------- |
| Num              | Coureur                  | Pos              |
| 121              | David Gaudu (FRA)        | AB               |
| 122              | Kevin Geniets (LUX)      | 53e              |
| 123              | Matthieu Ladagnous (FRA) | AB               |
| 124              | Valentin Madouas (FRA)   | 5e               |
| 125              | Rudy Molard (FRA)        | 33e              |
| 126              | Quentin Pacher (FRA)     | 55e              |
| 127              | Lars van den Berg (NED)  | 60e              |

| TotalEnergies TEN | TotalEnergies TEN        | TotalEnergies TEN |
| ----------------- | ------------------------ | ----------------- |
| Num               | Coureur                  | Pos               |
| 131               | Steff Cras (BEL)         | 30e               |
| 132               | Mathieu Burgaudeau (FRA) | 62e               |
| 133               | Valentin Ferron (FRA)    | 69e               |
| 134               | Fabien Grellier (FRA)    | AB                |
| 135               | Alan Jousseaume (FRA)    | 77e               |
| 136               | Paul Ourselin (FRA)      | 51e               |
| 137               | Mattéo Vercher (FRA)     | AB                |

| AG2R Citroën Team ACT | AG2R Citroën Team ACT        | AG2R Citroën Team ACT |
| --------------------- | ---------------------------- | --------------------- |
| Num                   | Coureur                      | Pos                   |
| 141                   | Benoît Cosnefroy (FRA)       | 54e                   |
| 142                   | Alex Baudin (FRA)            | 109e                  |
| 143                   | Clément Berthet (FRA)        | 57e                   |
| 144                   | Mikaël Cherel (FRA)          | 81e                   |
| 145                   | Ben O'Connor (AUS)           | 50e                   |
| 146                   | Aurélien Paret-Peintre (FRA) | 18e                   |
| 147                   | Lawrence Warbasse (USA)      | 80e                   |

| Team DSM DSM | Team DSM DSM          | Team DSM DSM |
| ------------ | --------------------- | ------------ |
| Num          | Coureur               | Pos          |
| 151          | Romain Bardet (FRA)   | 15e          |
| 152          | Romain Combaud (FRA)  | AB           |
| 153          | Matthew Dinham (AUS)  | 76e          |
| 154          | Sean Flynn (GBR)      | AB           |
| 155          | Leon Heinschke (GER)  | AB           |
| 156          | Martijn Tusveld (NED) | AB           |
| 157          | Kevin Vermaerke (USA) | 92e          |

| Intermarché-Circus-Wanty ICW | Intermarché-Circus-Wanty ICW | Intermarché-Circus-Wanty ICW |
| ---------------------------- | ---------------------------- | ---------------------------- |
| Num                          | Coureur                      | Pos                          |
| 161                          | Lorenzo Rota (ITA)           | 20e                          |
| 162                          | Lilian Calmejane (FRA)       | 100e                         |
| 163                          | Rui Costa (POR)              | 31e                          |
| 164                          | Kobe Goossens (BEL)          | 27e                          |
| 165                          | Tom Paquot (BEL)             | AB                           |
| 166                          | Dion Smith (NZL)             | 47e                          |
| 167                          | Georg Zimmermann (GER)       | 56e                          |

| Cofidis COF | Cofidis COF            | Cofidis COF |
| ----------- | ---------------------- | ----------- |
| Num         | Coureur                | Pos         |
| 171         | Ion Izagirre (ESP)     | 16e         |
| 172         | Simon Geschke (GER)    | AB          |
| 173         | José Herrada (ESP)     | 113e        |
| 174         | Jesús Herrada (ESP)    | AB          |
| 175         | Victor Lafay (FRA)     | 32e         |
| 176         | Guillaume Martin (FRA) | 6e          |
| 177         | Anthony Perez (FRA)    | 112e        |

| Uno-X Pro Cycling Team UXT | Uno-X Pro Cycling Team UXT  | Uno-X Pro Cycling Team UXT |
| -------------------------- | --------------------------- | -------------------------- |
| Num                        | Coureur                     | Pos                        |
| 181                        | Tobias Johannessen (NOR)    | 24e                        |
| 182                        | Anthon Charmig (DEN)        | 97e                        |
| 183                        | Fredrik Dversnes (NOR)      | 64e                        |
| 184                        | Anders Johannessen (NOR)    | AB                         |
| 185                        | Jacob Hindsgaul (DEN)       | 94e                        |
| 186                        | Torstein Træen (NOR)        | AB                         |
| 187                        | Jonas Gregaard Wilsly (DEN) | 67e                        |

| Trek-Segafredo TFS | Trek-Segafredo TFS      | Trek-Segafredo TFS |
| ------------------ | ----------------------- | ------------------ |
| Num                | Coureur                 | Pos                |
| 191                | Giulio Ciccone (ITA)    | 13e                |
| 192                | Julien Bernard (FRA)    | AB                 |
| 193                | Tony Gallopin (FRA)     | 79e                |
| 194                | Mattias Skjelmose (DEN) | 9e                 |
| 195                | Juan Pedro López (ESP)  | 49e                |
| 196                | Bauke Mollema (NED)     | 29e                |
| 197                | Jacopo Mosca (ITA)      | 78e                |

| Astana Qazaqstan Team AST | Astana Qazaqstan Team AST | Astana Qazaqstan Team AST |
| ------------------------- | ------------------------- | ------------------------- |
| Num                       | Coureur                   | Pos                       |
| 201                       | Alexey Lutsenko (KAZ)     | AB                        |
| 202                       | Leonardo Basso (ITA)      | AB                        |
| 203                       | Samuele Battistella (ITA) | NP                        |
| 204                       | David de la Cruz (ESP)    | AB                        |
| 205                       | Aleksandr Riabushenko     | AB                        |
| 206                       | Christian Scaroni (ITA)   | 87e                       |
| 207                       | Simone Velasco (ITA)      | 19e                       |

| Bingoal WB BWB | Bingoal WB BWB        | Bingoal WB BWB |
| -------------- | --------------------- | -------------- |
| Num            | Coureur               | Pos            |
| 211            | Lennert Teugels (BEL) | 108e           |
| 212            | Alexis Guérin (FRA)   | 90e            |
| 213            | Johan Meens (BEL)     | 104e           |
| 214            | Julian Mertens (BEL)  | 34e            |
| 215            | Rémy Mertz (BEL)      | 91e            |
| 216            | Marco Tizza (ITA)     | 95e            |
| 217            | Luca Van Boven (BEL)  | 103e           |

| Team Jayco AlUla JAY | Team Jayco AlUla JAY       | Team Jayco AlUla JAY |
| -------------------- | -------------------------- | -------------------- |
| Num                  | Coureur                    | Pos                  |
| 221                  | Matteo Sobrero (ITA)       | 21e                  |
| 222                  | Alexandre Balmer (SUI)     | 66e                  |
| 223                  | Kevin Colleoni (ITA)       | AB                   |
| 224                  | Lawson Craddock (USA)      | 73e                  |
| 225                  | Alessandro De Marchi (ITA) | 28e                  |
| 226                  | Tsgabu Grmay (ETH)         | 105e                 |
| 227                  | Jan Maas (NED)             | AB                   |

| Team Flanders-Baloise TFB | Team Flanders-Baloise TFB | Team Flanders-Baloise TFB |
| ------------------------- | ------------------------- | ------------------------- |
| Num                       | Coureur                   | Pos                       |
| 231                       | Jenno Berckmoes (BEL)     | 102e                      |
| 232                       | Ruben Apers (BEL)         | AB                        |
| 233                       | Kamiel Bonneu (BEL)       | 111e                      |
| 234                       | Vito Braet (BEL)          | AB                        |
| 235                       | Toon Clynhens (BEL)       | AB                        |
| 236                       | Elias Maris (BEL)         | AB                        |
| 237                       | Vincent Van Hemelen (BEL) | AB                        |

| Equipo Kern Pharma EKP | Equipo Kern Pharma EKP   | Equipo Kern Pharma EKP |
| ---------------------- | ------------------------ | ---------------------- |
| Num                    | Coureur                  | Pos                    |
| 241                    | Roger Adrià (ESP)        | 39e                    |
| 242                    | Héctor Carretero (ESP)   | AB                     |
| 243                    | Francisco Galván (ESP)   | 110e                   |
| 244                    | Raúl García Pierna (ESP) | 101e                   |
| 245                    | Pau Miquel (ESP)         | 99e                    |
| 246                    | Ibon Ruiz (ESP)          | AB                     |
| 247                    | Danny van der Tuuk (NED) | AB                     |